# Ricky López
José Ricardo López Jiménez (Nacido el 6 de septiembre de 1980), conocido por los fanes como Ricky III o Ricky López, es un cantante y exmiembro de la conocida boy band, Menudo.

## Carrera como cantante
Ricky López fue descubierto musicalmente a los 12 años, cuando fue elegido para formar parte de Menudo. López sustituyó al exmiembro de Menudo Adrián Olivares, y según declaró en una entrevista reciente, huyó a Miami sin que nadie lo viera y abandonó el grupo sin hablar con la administración. Estuvo desaparecido 3 días, hasta que decidió hacerles saber que no volvería. Edgardo Díaz decidió apodarlo Ricky III, debido a los anteriores pasos de Ricky Meléndez y Ricky Martin por el grupo. López pronto se hizo conocido como «Ricky III» por los fanes de Menudo en Puerto Rico y el resto de Latinoamérica.
En Menudo, López grabó dos CD: Vem pra mim (1993), de donde sólo cantó Nunca Mais, que es la versión portuguesa de No Volvera a Ocurrir del álbum Los últimos héroes, y Imagínate… -traducción «¡Imagínate! (1994) de donde sólo cantó Tu Y Yo y De Don Juan A Romeo.
Dejó la banda en 1995, aunque no se dijo por qué, y fue reemplazado por Didier Hernández. Ricky volvió a Menudo bajo el nuevo nombre, MDO, en 1998 pero se fue el mismo año después de unos meses porque estaba siendo poco profesional. López es el único exmiembro de Menudo que se unió a MDO
Ricky 3 tuvo un accidente en 2004 y estuvo en coma cerca de un mes, pero sobrevivió, aunque con múltiples lesiones que lo dejaron en silla de ruedas, obligándole a jubilarse anticipadamente.